# 알버타 넬슨
알버타 넬슨(Alberta Nelson, 1937년 8월 14일 ~ 2006년 4월 29일)은 미국의 배우, 텔레비전 배우, 영화배우이다.

## 영화
- 닥터 골드풋 앤 더 비키니 머신 (1965년)
- 하우 투 스터프 어 와일드 비키니 (1965년)
- 비치 브랭켓 빙고 (1965년)
- 해변 파티 4 - 파자마 파티 (1964년)
- 해변 파티 3 - 비키니 비치 (1964년)
- 해변 파티 2 - 육체미 해변 파티 (1964년)
- 해변 파티 (1963년)